# Onkemäki
Onkemäki är en by som ligger i Vesilax. Det finns en skola i Onkemäki. I Onkemäki bor cirka tvåhundrasjuttio människor. Onkemäki är en lantby. Nära Onkemäki ligger Riehu och Narva.